# Blèmies
Els blèmies (grec antic: Βλέμμυες, llatí: Blemmyae) eren pobles nòmades nadius de les regions muntanyoses del desert oriental d'Egipte i Núbia, guerrers i saquejadors de les caravanes egípcies i nubianes, constatats ja l'Imperi Mitjà. Es toben identificats en fonts escrites des del segle VII aC fins al segle VIII dC. Així van viure sense sortir de les seves terres els següents dos mil anys; després amb la decadència de l'Imperi Romà i el seu afebliment militar van entrar al Wawat (nord de Núbia), des de l'est, i després van pujar al nord cap a la Tebaida.
A finals del segle IV, havien ocupat la Baixa Núbia i havien establert un regne. A partir de les inscripcions al temple d'Isis a Files, es coneix una quantitat considerable sobre l'estructura de l'estat de Blemi. La capital la van establir a Kalabsha i el seu déu fou Mandulis. Se'ls considera els avantpassats dels actuals beja del Sudan.
Els blemies solen identificar-se com un dels components de la cultura arqueològica del Grup X que va florir a l'Antiguitat tardana. La seva identificació amb el poble beja que ha habitat la mateixa regió des de l'edat mitjana és generalment acceptada.
A la meitat del segle II els blèmies van arribar més enllà de Siene (Aswan) i els romans van haver d'enviar exèrcits regulars. El 250, en temps de l'emperador Deci, els blèmies i els romans es van enfrontar directament. Els blèmies saquejaven la rodalia de Files i Elefantina. El 274 són esmentats com a part de la processó triomfal de Lluci Domici Aurelià i fent regals a l'emperador. El 280 foren captius blèmies els que van instigar al poble romà contra Probe. Dioclecià els va voler controlar i els va reconèixer com a federats pagant un tribut als seus caps i renunciant a totes les possessions dels romans a Núbia, establint la frontera a la primera cascada del Nil, però això només va servir temporalment.
Als territoris abandonats pels blèmies es va establir un poble procedent potser del sud o sud-oest, que va fundar el regne de Ballana i que va ser l'embrió del regne de Nobàtia. Al final del segle iii hi hagué uns anys de guerres amb els blèmies en què romans i aliats van combatre a aquest poble. Els enfrontaments periòdics no van parar durant el segle IV i la primera meitat del V.
El 451 l'emperador Marcià va signar la pau amb els blèmies i a canvi d'una petita indemnització i d'alliberar als presoners romans, els blèmies van obtenir el dret a establir-se a Files on podrien adorar als seus déus pagans (cosa que estava prohibida a l'Imperi). Finalment, el rei de Nobàtia, Silko, els va derrotar definitivament i quan, el 540, Justinià I va tancar el temple de Files, els blèmies —que encara practicaven la religió egípcia— no van oposar resistència. Progressivament es van convertir al cristianisme.
Els blèmies provocaven moltes llegendes entre els romans. La més coneguda, recollida a Plini entre d'altres, els imaginava com a éssers sense cap (els ulls i la boca estarien enmig del tronc). Aquests monstres es van fer populars a l'Edat Mitjana, perdent el referent històric i van aparèixer en diverses obres de ficció.